# Оливер, Чейз
Чейз Ра́ссел О́ливер (англ. Chase Russell Oliver; род. 16 августа 1985; Нашвилл, Теннесси, США) — американский политический деятель и общественный активист, кандидат от Либертарианской партии на выборах президента США в 2024 году.
На выборах президента США (2024) по предварительным результатам, занял пятое место, получив 0,4 % голосов. Также был кандидатом от Либертарианской партии на выборах в Сенат США от Джорджии в 2022 году и на специальных выборах в 5-й избирательный округ Джорджии в Конгресс США в 2020 году.
Газета The Gazzete описала его как «либертарианца, поддерживающего право на оружие, реформу полиции и право на аборт», который также является «вооружённым геем».

## Биография

### Ранние годы
Родился 16 августа 1985 года в Нашвилле, штат Теннесси. До того как заняться политической активностью, 13 лет проработал в ресторанном бизнесе. Учился в Университете штата Джорджии (бакалавр политологии).

### Активизм
15 мая 2023 года Чейз Оливер выступил на заседании Городского совета Атланты, чтобы выразить протест против проекта «Cop City». В своей речи он отметил рост недоверия между гражданами, властями и полицией. Оливер выступил против чрезмерной милитаризации полиции и принципа квалифицированного иммунитета. Он также призвал городской совет улучшить существующие учебные объекты вместо вырубки лесов, которые ранее были объявлены советом общественными зелеными зонами.
5 сентября 2023 года он выступил на заседании Городского совета Колумбии против регуляторных барьеров, мешающих людям кормить бездомных, и призвал городской совет и другие городские советы страны устранить барьеры, чтобы поддерживать и оказывать помощь бездомным американцам.

### Политическая карьера
Чейз Оливер поддерживал Барака Обаму на президентских выборах в США (2008), но прекратил свою поддержку после того, как Обама продолжил войну в Ираке. В 2010 году присоединился к Либертарианской партии после знакомства с несколькими её членами на гей-параде в Атланте. Был председателем Либертарианской партии Атланты в 2016—2017 годах.

#### Выборы в Палату Представителей США в 2020
Чейз Оливер впервые баллотировался на государственную должность в 2020 году как кандидат от Либертарианской партии на дополнительных выборах по 5-му округу Джорджии в Конгресс США. По результатам получил 2 % голосов и выбыл из борьбы в ходе открытых праймериз.

#### Выборы в Сенат США в 2022
После того, как Чейз Оливер стал кандидатом от Либертарианской партии на выборах в Сенат США в Джорджии в 2022 году, он столкнулся с действующим сенатором-демократом Рафаэлем Уорноком и кандидатом от Республиканской партии Хершелом Уокером. Оливер стал первым открытым геем, баллотирующимся в Сенат от Джорджии.
16 октября 2022 года Оливер участвовал в дебатах, организованных телерадиокомпанией Georgia Public Broadcasting, где дебатировал с Уорноком, а также с пустой трибуной, представлявшей Уокера, который отказался участвовать в дебатах.
В день выборов Чейз Оливер набрал более 2 % голосов. Противники утверждали, что он стал «спойлером» и что его голоса привели к необходимости проведения второго тура выборов в Сенат Джорджии. Во втором туре он отказался поддержать как Уорнока, так и Уокера, но предложил провести онлайн-дебаты между обоими кандидатами. Rolling Stone назвал его самым влиятельным либертарианцем года.

#### Президентская предвыборная кампания 2024
2 декабря 2022 года Чейз Оливер объявил о создании исследовательского комитета для рассмотрения возможного участия в выборах в президенты от Либертарианской партии в 2024 году. Официально он объявил о своём выдвижении 4 апреля 2023 года.
Летом 2023 года активно вел кампанию в Айове. 19 августа 2023 года выступил на мероприятии Des Moines Register Political Soapbox, став первым кандидатом от «третьей партии», который участвовал в этом событии.
Чейз Оливер подал заявку на участие в первичных выборах Либертарианской партии в Оклахоме, первой с тех пор, как партия была официально признана в 2016 году. Вместе с другим кандидатом на праймериз от Либертарианской партии, Джейкобом Хорнбергером, получил «доступ к бюллетеню», собрав подписи избирателей во всех избирательных округах. На первичных выборах в Оклахоме, которые прошли в «супервторник», 5 марта 2024 года, он победил, набрав 61 % голосов.
В январе 2024 года он вместе с другим кандидатом на праймериз от Либертарианской партии Ларсом Мапстедом успешно добился признания Либертарианской партии «главной партией» в штате Мэн и получения доступа к бюллетеню. После этого он отправился в Айову для проведения кампании перед кокусами Либертарианской партии Айовы 2024 года, где одержал победу с 42,7 % голосов.
29 февраля 2024 года принял участие в дебатах кандидатов в президенты, организованных Фондом свободных и равных выборов. В дебатах также участвовали кандидат от Партии социализма и освобождения Клаудия Де Ла Крус, кандидаты от Партии зелёных Джилл Стайн и Жасмин Шерман, а также либертарианец Ларс Мапстед.
Чейз Оливер получил номинацию от Либертарианской партии на седьмом туре голосования на Национальном съезде, одержав победу над Майклом Ректенвальдом. Он выбрал Майка тер Маата в качестве своего кандидата на должность вице-президента.
Джон Стоссел выразил поддержку Чейзу Оливеру в противовес кандидатам от Демократической партии Камале Харрис и от Республиканской партии Дональду Трампу на выборах 2024 года.

## Политические взгляды
Чейз Оливер считается представителем традиционного крыла Либертарианской партии и является членом более левонастроенного Классически-либерального кокуса.

### Аборты
Придерживается позиции «за выбор», но выступает против финансирования абортов за счёт налогоплательщиков и поддерживает поправку Хайда. Считает, что аборт должен быть легален по всей стране и заявил, что поддержит соответствующее законодательство.

### Изменение климата
Выступает за то, чтобы рынок самостоятельно нашёл решение для борьбы с изменением климата. Утверждает, что если оставить бизнесу свободу действий, компании будут мотивированы разрабатывать технологии, которые со временем заменят углеводородные виды топлива.

### Реформа уголовного правосудия
Поддерживает отмену квалифицированного иммунитета для правоохранительных органов на федеральном уровне. Выступает против смертной казни и обязательных минимальных наказаний на федеральном уровне.

### Экономика
Поддерживает свободную торговлю и выступает против тарифов. Выступает за сбалансированный федеральный бюджет и снижение инфляции.

### Образование
Поддерживает упразднение Министерства образования США и выступает за «расширение выбора на образовательном рынке в зависимости от штата»; против федерального субсидирования студенческих кредитов и поддерживает возможность списания студенческих долгов через процедуру банкротства.

### Избирательная реформа
Является ярым сторонником рейтингового голосования в США. По его мнению, это предотвратило бы необходимость второго тура на выборах в Сенат США в Джорджии в 2022 году, позволяя избирателям расставить кандидатов по предпочтениям сразу. Также считает, что рейтинговое голосование сэкономило бы миллионы долларов налогоплательщиков и гарантировало бы, что победители всегда получают более 50 % голосов.

### Внешняя политика
Поддерживает прекращение военной помощи США Израилю и Украине. Он назвал израильскую операцию в Газе геноцидом. Выступает за закрытие американских военных баз за границей. Джон Стоссел назвал Оливера «наиболее антивоенным кандидатом» на выборах 2024 года.

### Права на оружие
Во время дебатов 2022 года с Уорноком Оливер выразил поддержку прав на оружие, заявив: «Вооружённых геев труднее притеснять и подвергать нападениям». Выступает против запрета на ускорители стрельбы (bump stocks).

### Здравоохранение
Заявил, что Закон о доступном здравоохранении (Обамакэр) не снизил стоимость медицинского страхования и никогда этого не сделает. Предлагает постепенно свернуть программу Medicare для молодого поколения.

### Бездомность
Поддерживает снятие регуляторных барьеров, которые мешают людям и организациям кормить бездомных.

### Иммиграция
Выступает за систему иммиграции «в стиле Эллис-Айленд», заявляя: «Если вы приехали работать и вести мирный образ жизни, это не моё дело». Поддерживает путь к гражданству для нелегальных иммигрантов.

### Права ЛГБТ
Выступает против вмешательства государства в определённые решения, касающиеся трансгендерного медицинского ухода, которые принимают родители, ребёнок и врач, однако против операций по изменению пола для лиц младше 18 лет.
Выступает против законов, направленных против драг-шоу, называя их «формой искусства», которая может быть как совершенно семейной, так и откровенной, подобно кино, музыке и визуальному искусству. По его мнению, существующих законов об общественной морали и родительского надзора достаточно для защиты детей от нежелательного контента. Также против госрегулирования участия трансгендерных девушек в женских спортивных соревнованиях, полагая, что такие решения должны приниматься самими спортивными лигами, а не государством.

### Конфиденциальность и гражданские свободы
Поддерживает ликвидацию Управления транспортной безопасности (TSA) и выступает за отмену Патриотического акта и поправок FISA 2008 года.

### Социальное обеспечение
Назвал систему социального обеспечения «схемой Понци» и хочет постепенно прекратить её для молодых американцев.

### Третьи партии
Стал соавтором статьи «Помогают ли третьи партии демократии или вредят ей?» от 23 сентября 2023 года, опубликованной некоммерческой новостной организацией Divided We Fall. В статье Чейз Оливер обсуждает стратегическую позицию Либертарианской партии в предвыборной кампании 2024 года, доступность бюллетеней для кандидатов третьих партий и схожесть платформ Либертарианской партии с другими третьими партиями, такими как Партия зелёных США и Партия Forward, по таким вопросам, как рейтинговое голосование, иммиграция, легализация каннабиса и права ЛГБТ.

### Война с наркотиками
Выступает за прекращение войны с наркотиками и поддерживает легализацию марихуаны. Поддерживает отмену Закона о контролируемых веществах и декриминализацию всех наркотиков посредством принятия Закона о реформе политики в отношении наркотиков.

## Личная жизнь
По состоянию на 2023 год, Чейз Оливер проживает в пригороде Атланты. Является открытым геем. Также заявляет, что «глубоко верит в Евангелие».